# Grande sposa reale
Grande sposa reale è il termine usato per indicare la consorte principale dei sovrani egizi a partire dal momento della loro incoronazione.
| M23 | N41 · X1 | wr · t |

 ḥmt nswt wrt

Il titolo compare per la prima volta con Meretseger, sposa di Sesostri III. Meretseger porta il nome della omonima dea cobra ed è anche la prima regina a inserire il proprio nome all'interno del cartiglio ll titolo appare nella XII dinastia e non viene più usato dopo la XIX Dinastia.
Spesso la sposa principale era, per ragioni dinastiche, sorella o figlia del sovrano stesso, il quale aveva poi un certo altro numero di mogli "secondarie". Le regine presiedevano gli harem e ne erano responsabili per ogni avvenimento.
Non sempre l'erede al trono era figlio della Grande sposa ma, in molti casi, i sovrani attribuirono comunque tale titolo alla loro madre una volta saliti al trono (come nel caso di Mutemwia, madre di Amenofi III); talora il titolo fu anche attribuito postumo (come nel caso della madre di Thutmose III).

## Grandi spose reali famose
La regina Ahhotep I il cui nome significa "Iah (dio della Luna) è soddisfatto", fu un personaggio influente e un'eroina della sua epoca, tanto da essere divinizzata dopo la morte dal figlio Ahmose I, con un culto speciale.
La regina Hatshepsut il cui nome significa "La prima delle nobili", ebbe il titolo di Grande sposa reale, prima di assumere il potere, alla morte del marito, con il titolo di faraone. Si fece erigere il grandioso tempio funerario rupestre di Deir el-Bahari.
La regina Nefertiti, il cui nome significa  "La bella è arrivata" è famosa in particolare per il suo ritratto a mezzo busto di intensa bellezza, ma recenti studi hanno dimostrato che ricoprì anche un importante ruolo politico, forse assumendo anche la reggenza nella confusa fase di transizione che seguì alla morte del faraone Akenaton.
Un'altra celebre Grande sposa reale è Nefertari,  "La più bella", l'amata consorte di Ramses II, che era dotata di un carisma particolare ed ebbe onori mai raggiunti dalle altre regine d'Egitto, come l'erezione di un tempio rupestre a lei dedicato ad Abu Simbel. La sua tomba ipogea ha conservato le pitture più belle e raffinate della Valle delle Regine.

## Lista delle Grandi spose reali
XII Dinastia
- Mertseger (dubbia)

XVII Dinastia
- Mentuhotep
- Sobekemsaf
- Tetisheri
- Ahhotep I
- Ahhotep II (dubbia)

XVIII Dinastia
- Ahmose Nefertari
- Ahmose Meritamon
- Iside
- Tey
- Mutnodjemet
- Ahmose
- Hatshepsut
- Satiah
- Merira-Hatshepsut
- Tiaa
- Nefertari
- Iaret
- Tiy
- Nefertiti
- Merytaton
- Ankhesenamon

XIX Dinastia
- Sitra
- Tuia
- Nefertari
- Isinofret II
- Meritamon
- Nebettaui
- Bintanath

XX Dinastia
- Tiy-Mereneset
- Iside Ta-Hemdjert
- Duatentopet
- Henutwati
- Tauerettenru
- Nubkhesbed
- Baketurel